# James J. Wilson
James Jefferson Wilson, född 1775 i Essex County, New Jersey, död 28 juli 1824 i Trenton, New Jersey, var en amerikansk publicist och politiker (demokrat-republikan). Han representerade delstaten New Jersey i USA:s senat 1815-1821.
Wilson var från och med 1801 redaktör och ansvarig utgivare för tidningen True American som utkom i Trenton. Den 1801 grundade tidningen fortsatte sin verksamhet en lång tid efter Wilsons död, fram till 1913 då den slutgiltigt lades ned.
Wilson deltog i 1812 års krig som brigadgeneral. Han efterträdde 1815 John Lambert som senator för New Jersey. Han avgick i januari 1821 och efterträddes av Samuel L. Southard.
Wilsons grav finns på First Baptist Church Cemetery i Trenton. En staty av Wilson finns utanför United States Military Academy.